# Otis Harlan
Otis Harlan (Zanesville, 29 dicembre 1865 – Martinsville, 21 gennaio 1940) è stato un attore e doppiatore statunitense che iniziò la sua carriera cinematografica all'epoca del muto.
Come doppiatore, è noto anche per aver doppiato Gongolo nel classico Disney Biancaneve e i sette nani.

## Biografia
Nato nel 1865 nell'Ohio, fu un popolare attore di vaudeville. Lavorò a Broadway e nel cinema, dove esordì negli anni dieci, diventando presto un apprezzato caratterista. Nella sua carriera, apparve in oltre cento film. Il suo esordio sullo schermo risale al 1915, quando interpretò A Black Sheep, l'adattamento di un lavoro teatrale di cui era stato protagonista a Broadway.
Recitò fino al 1937, tre anni prima della sua morte, avvenuta nel 1940 all'età di 74 anni, a Martinsville, a causa di un ictus che l'aveva colpito due anni prima, lasciandolo paralizzato. Venne sepolto nel New South Park Cemetery di Martinsville, nell'Indiana.

### Vita privata
Era zio dell'attore Kenneth Harlan.
Ebbe una figlia, Marion, che diventò anche lei attrice, dal matrimonio con Nellie Harvey.

## Filmografia parziale
- A Black Sheep, regia di Thomas N. Heffron (1915)
- A Stranger in New York, regia di Thomas N. Heffron - cortometraggio (1916)
- Temperance Town, regia di Thomas N. Heffron - cortometraggio (1916)
- The Romance Promoters, regia di Chester Bennett (1920)
- The Right That Failed, regia di Bayard Veiller (1922)
- The Understudy, regia di William A. Seiter (1922)
- Barefoot Boy, regia di David Kirkland (1923)
- Main Street, regia di Harry Beaumont (1923)
- Mademoiselle Midnight , regia di Robert Z. Leonard  (1924)
- One Law for the Woman, regia di Dell Henderson (1924)
- Code of the Wilderness
- Welcome Stranger, regia di James Young (1924)
- Captain Blood, regia di David Smith e Albert E. Smith (1924)
- The Clean Heart
- The Dixie Handicap
- The Redeeming Sin, regia di J. Stuart Blackton (1925)
- Oh, Doctor!, regia di Harry A. Pollard (1925)
- How Baxter Butted In
- Nine and Three-Fifths Seconds
- Fine Clothes
- Where Was I?, regia di William A. Seiter (1925)
- La nipote parigina (Lightnin') regia di John Ford (1925)
- The Limited Mail
- Dollar Down, regia di Tod Browning (1925)
- Thunder Mountain, regia di Victor Schertzinger (1925)
- The Perfect Clown
- The Pay-Off, regia di Dell Henderson (1926)
- What Happened to Jones, regia di William A. Seiter (1926)
- Winning the Futurity
- The Prince of Pilsen
- The Midnight Message, regia di Paul Hurst (1926)
- I tre furfanti (3 Bad Men), regia di John Ford (1926)
- The Silent Rider, regia di Lynn Reynolds  (1927)
- Don't Tell the Wife, regia di Paul L. Stein (1927)
- Down the Stretch, regia di King Baggot (1927)
- Il principe studente (The Student Prince in Old Heidelberg), regia di Ernst Lubitsch (1927)
- Calze di seta (Silk Stockings), regia di Wesley Ruggles (1927)
- Galloping Fury
- The Shepherd of the Hills, regia di Albert S. Rogell (1928)
- Dad's Choice
- Good Morning, Judge, regia di William A. Seiter (1928)
- The Grip of the Yukon
- The Speed Classic
- Silks and Saddles, regia di Robert F. Hill (1929)
- Clear the Decks
- Mississipi (Show Boat), regia di Harry A. Pollard (1929)
- Broadway, regia di Pál Fejös (1929)
- His Lucky Day, regia di Edward F. Cline (1929)
- Port of Dreams
- Barnum Was Right, regia di Del Lord (1929)
- Poker d'amore
- Take the Heir
- Il re del jazz (The King of Jazz), regia di John Murray Anderson e (non accreditato) Pál Fejös (1930)
- Millie, regia di John Francis Dillon (1931)
- Ride Him, Cowboy, regia di Fred Allen (1932)
- Sfidando la vita (Laughing at Life), regia di Ford Beebe (1933)
- Biancaneve e i sette nani - voce (1937)